# الطريق الأوروبي E72
الطريق الأوروبي E72 هو طريق من شبكة الطرق الأوروبية الدولية. يسمى ايضاً بالطريق السريع A62، وهو طريق سريع فرنسي، يقع الطريق بين مدينتي بوردو وتولوز. كان يسمى سابقًا الطريق الأوروبي E76 في عام 1975.